# Rezolucija Vijeća sigurnosti UN-a 1088
Rezolucijom Vijeća sigurnosti UN-a 1088, jednoglasno usvojenom 12. prosinca 1996., nakon podsjećanja na sve rezolucije o sukobima u bivšoj Jugoslaviji, a posebno rezolucije 1031 (1995.) i 1035 (1995.), Vijeće je, djelujući prema Poglavlju VII Povelje Ujedinjenih naroda, odobrilo stvaranje Stabilizacijskih snaga (SFOR) u Bosni i Hercegovini kako bi zamijeniti Provedbene snage (IFOR).
Na konferenciji o Bosni i Hercegovini bio je akcijski plan za konsolidaciju mirovnog procesa. U zemlji su održani izbori u skladu s Daytonskim sporazumom, a institucije su uspostavljene kako je to propisano Ustavom Bosne i Hercegovine. Hrvatska i Savezna Republika Jugoslavija (Srbija i Crna Gora) imale su pozitivnu ulogu u mirovnom procesu, a napori svih su pozdravljeni, uključujući Visokog predstavnika, IFOR i druge međunarodne organizacije.
Vijeće sigurnosti pozdravilo je uzajamno priznanje između država nasljednica bivše Jugoslavije i naglasilo važnost potpune normalizacije njihovih diplomatskih odnosa. Podsjetili su ih na obveze iz prethodnih rezolucija Vijeća sigurnosti te na punu provedbu Daytonskog sporazuma i suradnju s Ujedinjenim narodima.
Države članice su ovlaštene uspostaviti SFOR kao pravnog sljednika IFOR-a na razdoblje od 18 mjeseci. Trebali su poduzeti sve potrebne mjere kako bi osigurali poštivanje Aneksa 1-A Mirovnog sporazuma i pravo na obranu od napada ili prijetnji. Bosna i Hercegovina je također zatražila proširenje policijskih snaga Ujedinjenih naroda (International Police Task Force) koje su bile dio Misije Ujedinjenih naroda u Bosni i Hercegovini (UNMIBH). Mandat UNMIBH je produžen do 21. prosinca 1997. godine, a Vijeće sigurnosti je zahtijevalo da sve misije Ujedinjenih naroda rade zajedno.

## Vanjske poveznice
| Wikizvor | Engleski Wikizvor ima izvorni tekst na temu: United Nations Security Council Resolution 1088 |

- Text of the Resolution at undocs.org